# Coil (Band)
Coil war eine britische Avantgarde-Band, die 1982 in London gegründet und von John Balance und Peter Christopherson angeführt wurde.

## Geschichte
Die Gruppe Coil wurde 1982 von John Balance in London gegründet. In ihrer Anfangszeit war sie eng verwoben mit dem Projekt Zos Kia. London war damals die Anlaufstelle für Musiker und Bands aus den experimentelleren Bereichen der Musik. Sowohl Noise, Industrial als auch Neofolk wurden hier entwickelt. Dies sorgte dafür, dass sich die Musiker untereinander austauschten und ein Jahr später schloss sich Peter Christopherson, genannt Sleazy, Coil an. Christopherson hatte zuvor die Band Throbbing Gristle mitbegründet. Beide waren auch Mitglieder von Psychic TV, einem der Nachfolgeprojekte von Throbbing Gristle. Auch andere Mitglieder der Industrial-Szene entstammten diesem Umfeld. Künstlerische Differenzen über die musikalische Zukunft von Psychic TV waren schließlich der Auslöser dafür, dass Christopherson und Balance gemeinsame musikalische Wege gingen und dafür den von Balance bereits genutzten Namen Coil verwendeten.
Am 13. November 2004 starb John Balance an schweren Kopfverletzungen, nachdem er unter Alkoholeinfluss im Treppenhaus des von ihm und Christopherson bewohnten Hauses gestürzt war. Daraufhin verkündete Peter Christopherson das Ende von Coil.
Sechs Jahre nach dem Tod von John Balance, am 25. November 2010, starb Peter Christopherson im Alter von 55 Jahren im Schlaf.
Ein Musikvideo zu Coils Coverversion von Gloria Jones’/Ed Cobbs Tainted Love, in dem Marc Almond als Todesengel auftritt, wird im Museum of Modern Art ausgestellt – mehrere Fernsehsender weigerten sich, das Video aufgrund seiner AIDS-Thematik zu spielen. Für den Film Hellraiser – Das Tor zur Hölle bat Regisseur Clive Barker die Band, die Filmmusik zu komponieren, die dann allerdings vom Studio abgelehnt wurde. Sie wurde zunächst als 10"-Single und später auch mit zusätzlichem Material als Maxi-CD unter dem Titel The Consequences of Raising Hell (als Vinyl) bzw. The unreleased Themes for Hellraiser (als CD) bei dem Bonner Label Normal veröffentlicht.

## Stil
Die Musik von Coil ist düster und psychedelisch, variiert aber von Aufnahme zu Aufnahme. Samples, Synthesizer, Tonband Loops werden ebenso benutzt wie orchestrale Instrumente. Einflüsse von Folkmusik bis hin zu Acid House sind je nach Album zu hören. Sexualität, Drogen und Spiritualität werden häufig thematisiert.
Zwischen der Gruppe und den anderen Projekten desselben künstlerischen Einflusskreises fand ein reger Austausch von Gastmusikern statt. Besonders hervorzuheben wären hier J. G. Thirlwell von Foetus, Stephen Thrower von Cyclobe, Gavin Friday, Boyd Rice, Steven Stapleton von Nurse with Wound, Current 93 und Marc Almond von Soft Cell.
Bands wie Nine Inch Nails, Marilyn Manson und Ulver zählen Coil zu ihren Einflüssen. Außerdem ist Trent Reznors Projekt How to Destroy Angels nach Coils erster Single benannt.

## Diskografie

### Alben
- 1984: Transparent
- 1984: Scatology
- 1986: Horse Rotorvator
- 1987: Gold Is the Metal with the Broadest Shoulders
- 1988: Scatology – 1988 Reissue
- 1991: Love's Secrets Domain
- 1994: The Angelic Conversation
- 1995: Worship the Glitch
- 1996: Black Light District: A Thousand Lights in a Darkened Room
- 1998: Time Machines
- 1999: Astral Disaster (LP)
- 1999: Musick to Play in the Dark
- 2000: Astral Disaster (CD)
- 2000: Constant Shallowness Leads to Evil
- 2000: Queens of the Circulating Library
- 2000: Musick to Play in the Dark²
- 2001: Scatology – 2001 Reissue
- 2003: The Plastic Spider Thing (Remixed)
- 2003: Moon's Milk (In Four Phases)
- 2003: Live One
- 2003: Live Two
- 2003: Live Three
- 2003: Live Four
- 2004: ANS, drone music, experimental[4]
- 2004: Selvaggina, Go Back into the Woods
- 2005: …And the Ambulance Died in His Arms
- 2005: Black Antlers
- 2005: The Ape of Naples
- 2008: New Backwards

### Kompilationen
- 1990: Unnatural History I
- 1992: Stolen And Contaminated Songs
- 1995: Unnatural History II
- 1996: Windowpane/The Snow
- 1997: Unnatural History III
- 2002: The Golden Hare With a Voice of Silver (2 CD, ursprünglich ein russisches Bootleg, nachträglich durch die Band autorisiert)

### Singles und EPs
- 1984: How to Destroy Angels
- 1985: Panic
- 1987: The Anal Staircase (12")
- 1987: The Unreleased Themes for Hellraiser (10")
- 1987: The Wheel (7")
- 1990: Windowpane (12", auch als 12" Picture Disc)
- 1991: The Snow (12")
- 1992: How to Destroy Angels (Remixes and Re-Recordings) (CD)
- 1993: Airborne Bells
- 1993: Themes for Derek Jarman's „Blue“ (7", auf 1.000 Stk. limitiert, 23 Exemplare in gelbem Vinyl, der Rest dunkelblau)
- 1994: pHILM #1 (10")
- 1996: Coil Vs. Elph (10")
- 1998: Summer Solstice: Bee Stings
- 1998: Autumn Equinox: Amethyst Deceivers (7", mit zusätzlichem Material auch als CD)
- 1998: Spring Equinox: Moon's Milk
- 1999: Winter Solstice: North